# أديل ماركوس
أديل ماركوس (بالإنجليزية: Adele Marcus)‏ هي معلمة موسيقى وعازفة بيانو أمريكية، ولدت في 22 فبراير 1906 في كانساس سيتي في الولايات المتحدة، وتوفيت في 3 مايو 1995 في نيويورك في الولايات المتحدة.

## وصلات خارجية
- أديل ماركوس على موقع ميوزك برينز (الإنجليزية)